# Edoardo Sanguineti
Edoardo Sanguineti (ur. 9 grudnia 1930 w Genui, zm. 18 maja 2010 tamże) – włoski pisarz i krytyk.
Napisał m.in. powieści Capriccio italiano (1963) i Il giuoco dell'oca (1967), opublikował również zbiory poezji Laborintus (1956), Opus metricum (1960), Wirrwarr (1972), Postkarten (1978), Segnalibro (1982), Codicillo (1983) i Senzatitolo), w których mieszał ze sobą różne style i rejestry językowe, oniryczne wizje i groteskowy realizm. Był jednym z najwybitniejszych przedstawicieli neoawangardy i Grupy 63. Prowadził badania m.in. nad twórczością Dantego i Gozzana.